# Baliste à tête jaune
Espèce
Balistoides viridescens  est une espèce de poissons marins démersale de la famille des Balistidae. Il possède plusieurs noms vernaculaires comme Baliste titan, Baliste à tête jaune,  Baliste à moustache ou Baliste olivâtre.

## Description
Balistoides viridescens est un poisson de taille moyenne pouvant atteindre 75 cm de long. 
Le corps est trapu, ovale, compressé latéralement. Grande tête qui représente environ un tiers du corps. La bouche est petite, terminale et dotée de dents fortes. La première nageoire dorsale se compose de trois épines dont une grande, elle est érectile et est dissimulée dans un sillon dorsal. Cet ensemble d'épines dorsales constitue un système de gâchette caractéristique de la famille des Balistidae. La deuxième nageoire dorsale est similaire en forme et taille à la nageoire anale qui lui est symétriquement opposée. La nageoire pelvienne se réduit à une protubérance ventrale.

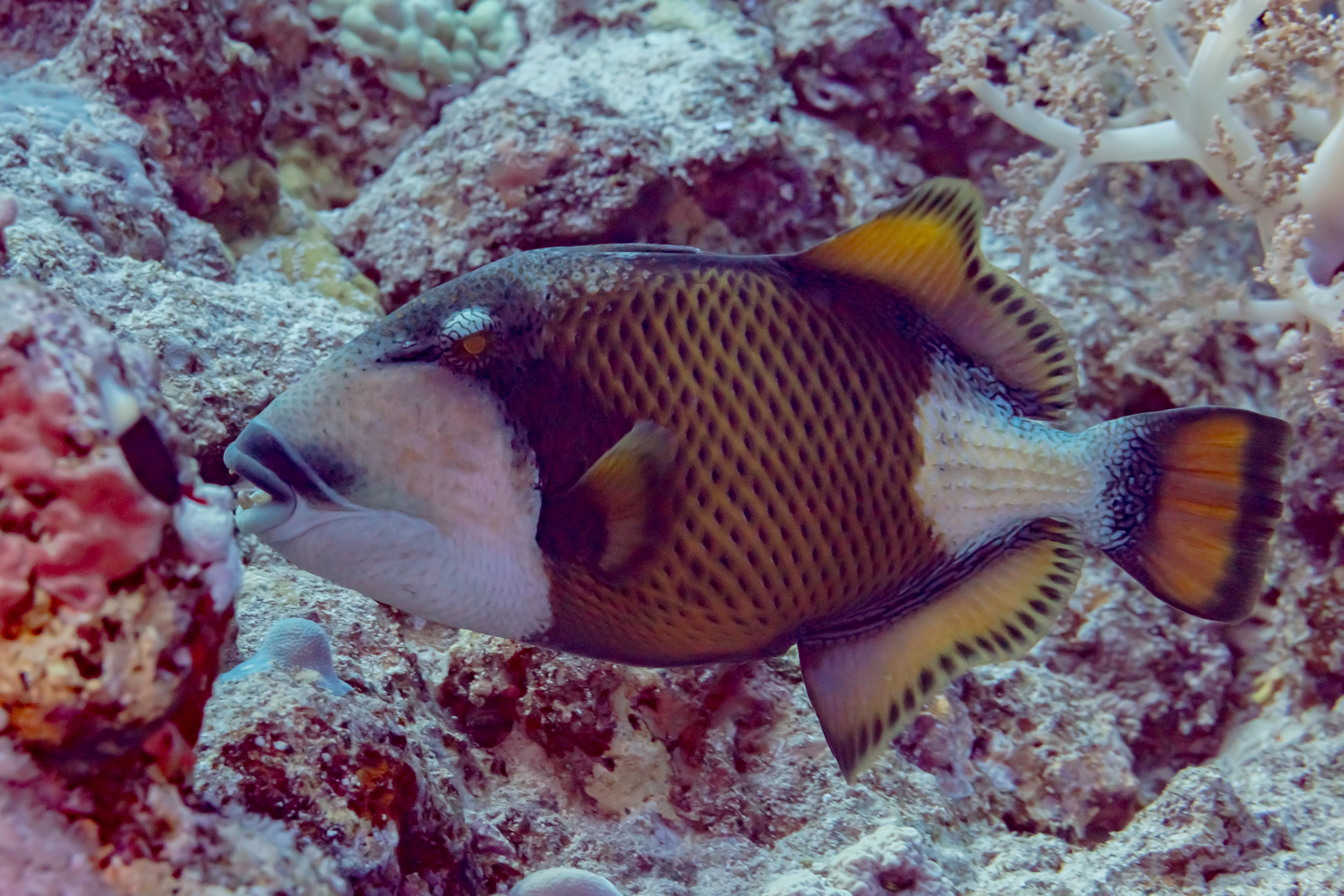
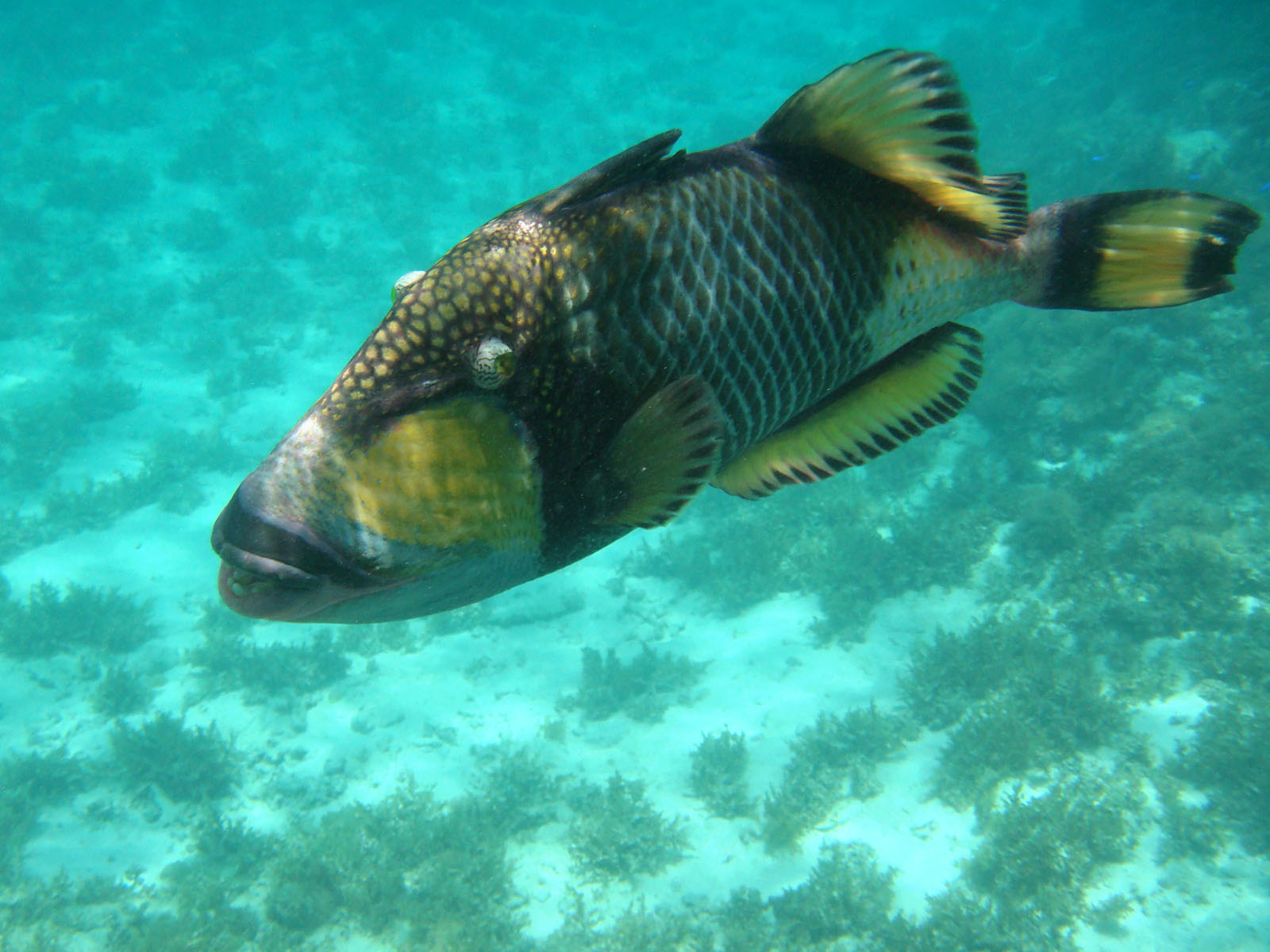
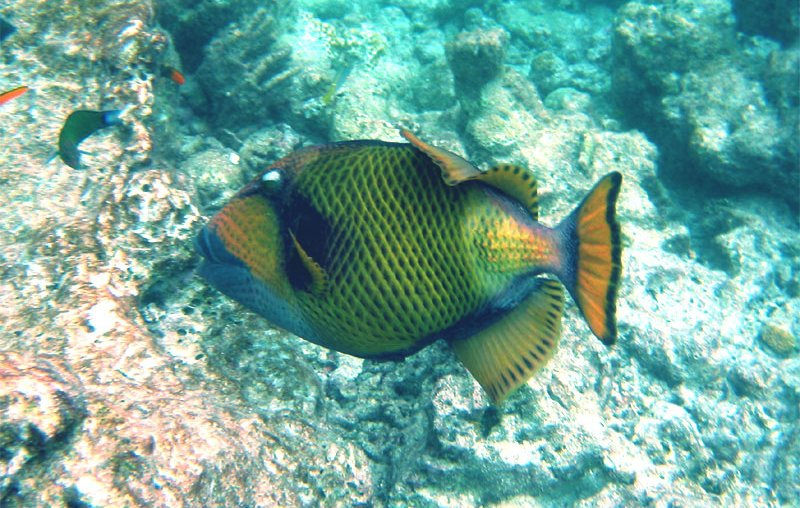
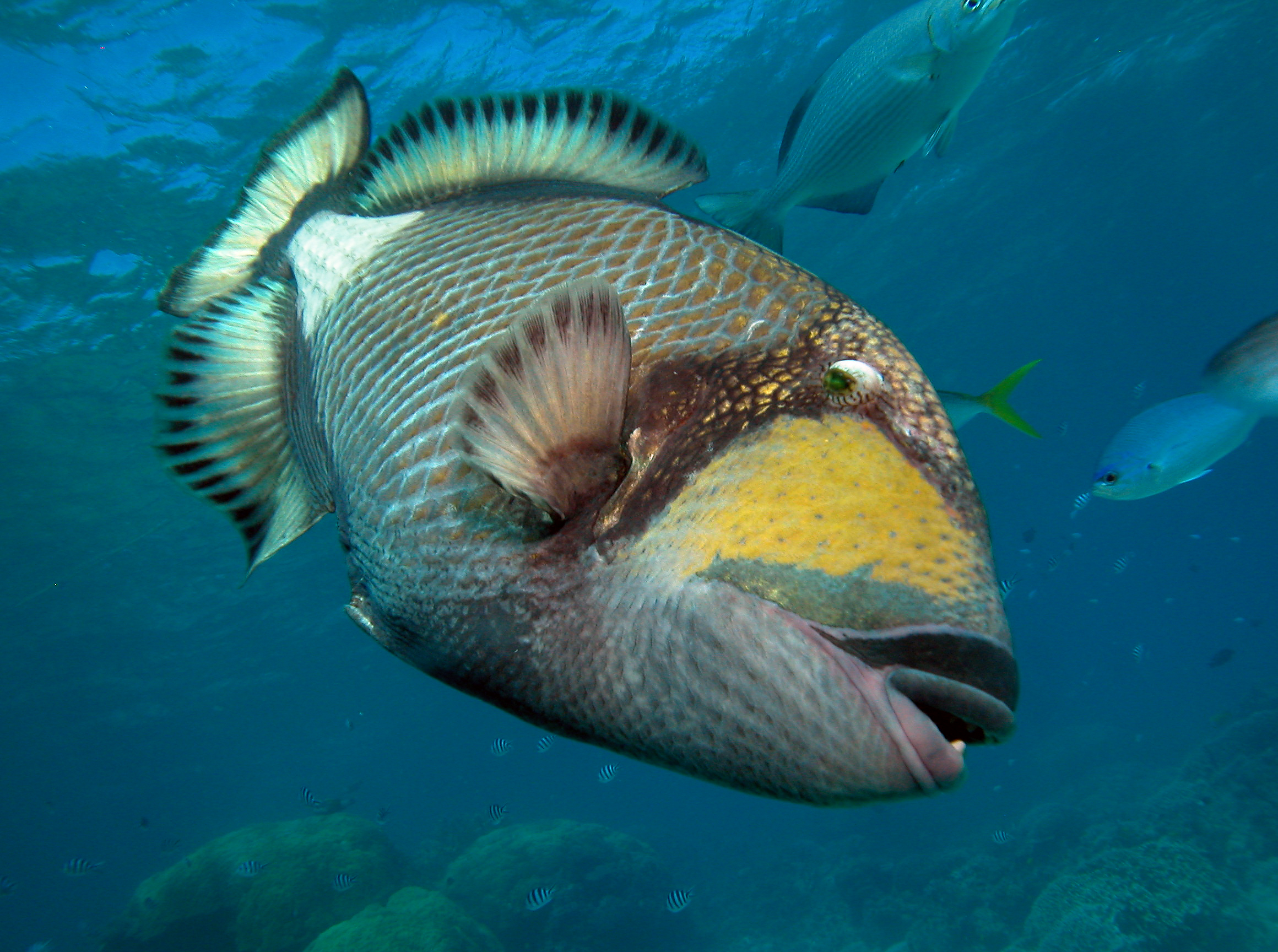
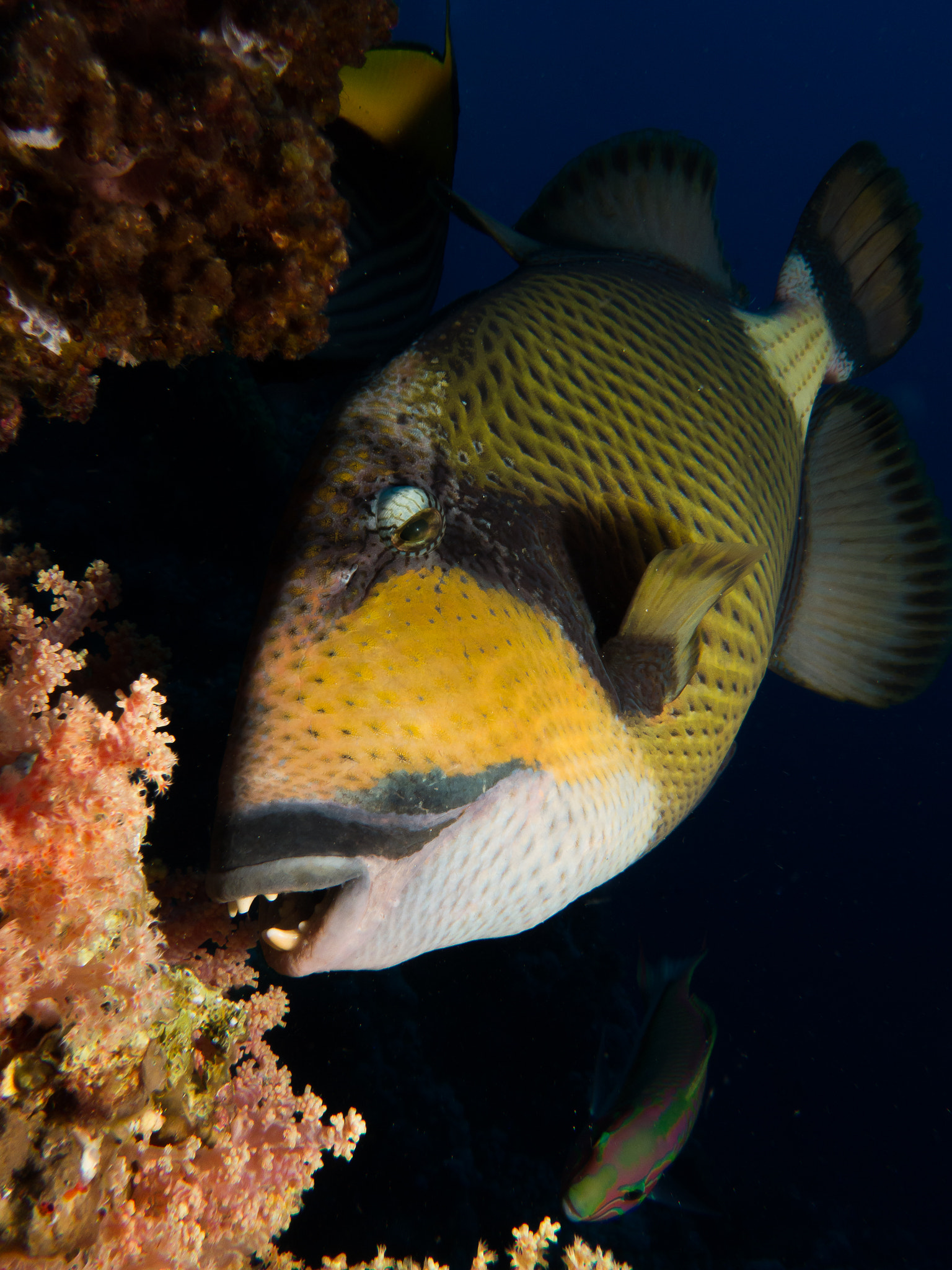

La tête est bigarrée de teintes ternes. La base inférieure du museau est grisâtre ainsi que ses lèvres charnues. Ces dernières sont surmontées d'une "moustache" noire caractéristique. 
Les yeux sont globuleux au pourtour grisâtre.
Les joues sont olivâtres. La tête se différencie du reste du corps par une bande noire, sorte de masque sombre, qui couvre la zone des yeux, le front, une partie de l'avant du museau et s'étend jusqu'à la base des nageoires pectorales.
La partie comprise entre la tête et le pédoncule caudal a une couleur de fond olivâtre, le dessus des écailles est assombri créant un effet visuel de maillage. Le pédoncule caudal est blanchâtre. Toutes les nageoires sont olivâtres, leur base est noire et leur partie supérieure marquée de traits noirs.
Les juvéniles ont une livrée blanchâtre à beige ponctuée de points noirs et un léger masque noir couvre les yeux.

## Distribution & habitat
Il fréquente les eaux tropicales de l'Océan Indien, Mer Rouge incluse, jusqu'aux îles du centre de l'Océan Pacifique, il est toutefois absent de l'archipel d'Hawaï. 

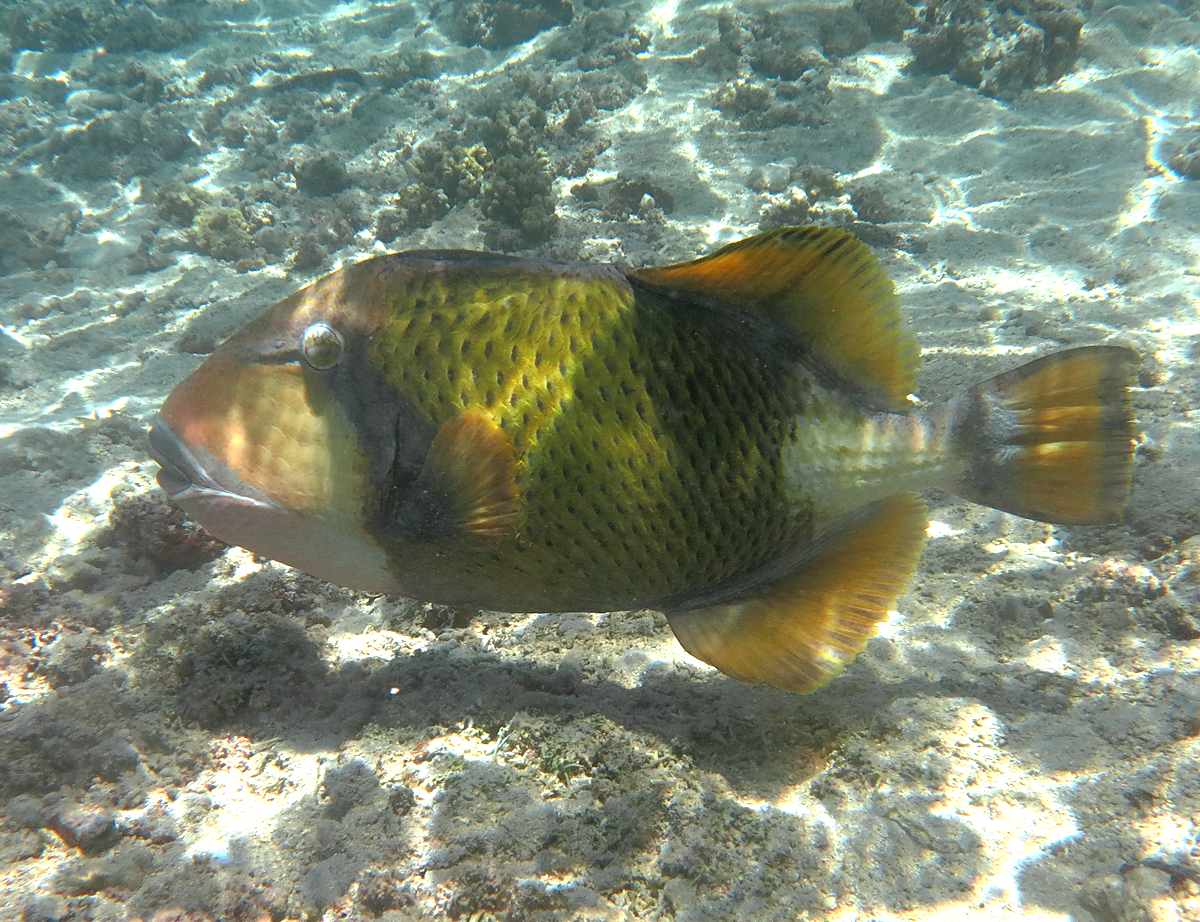
A La Réunion
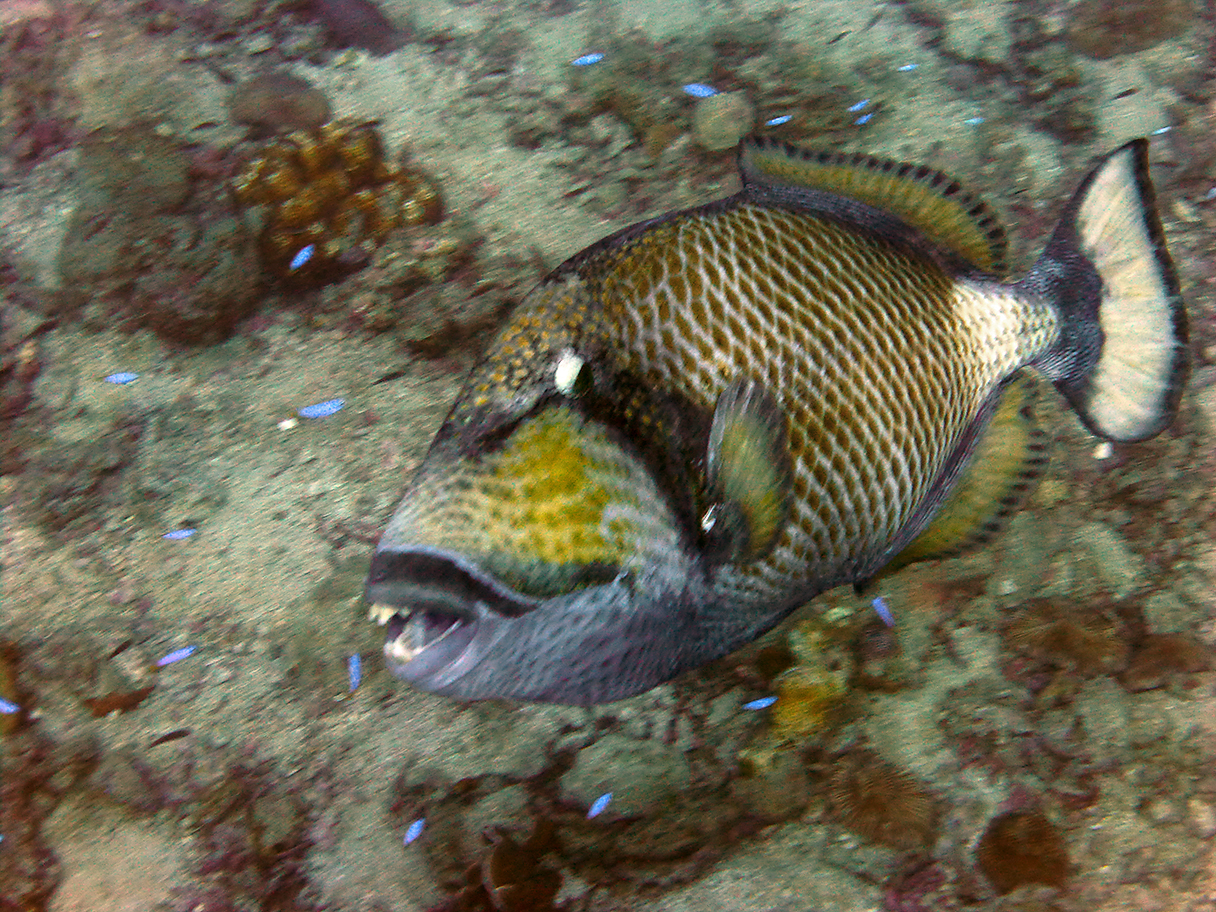
Île de Ko Tao, Thaïlande
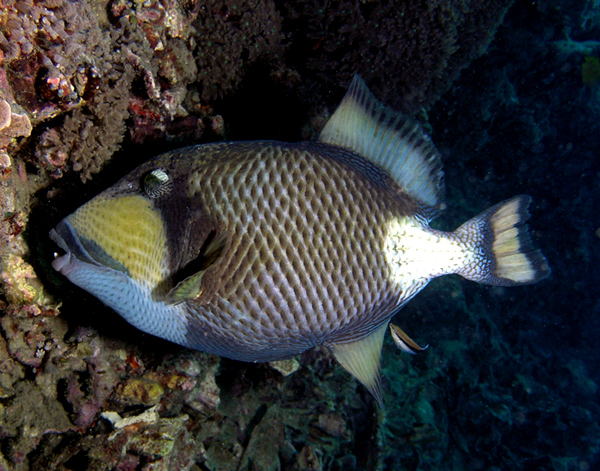
République démocratique du Timor oriental
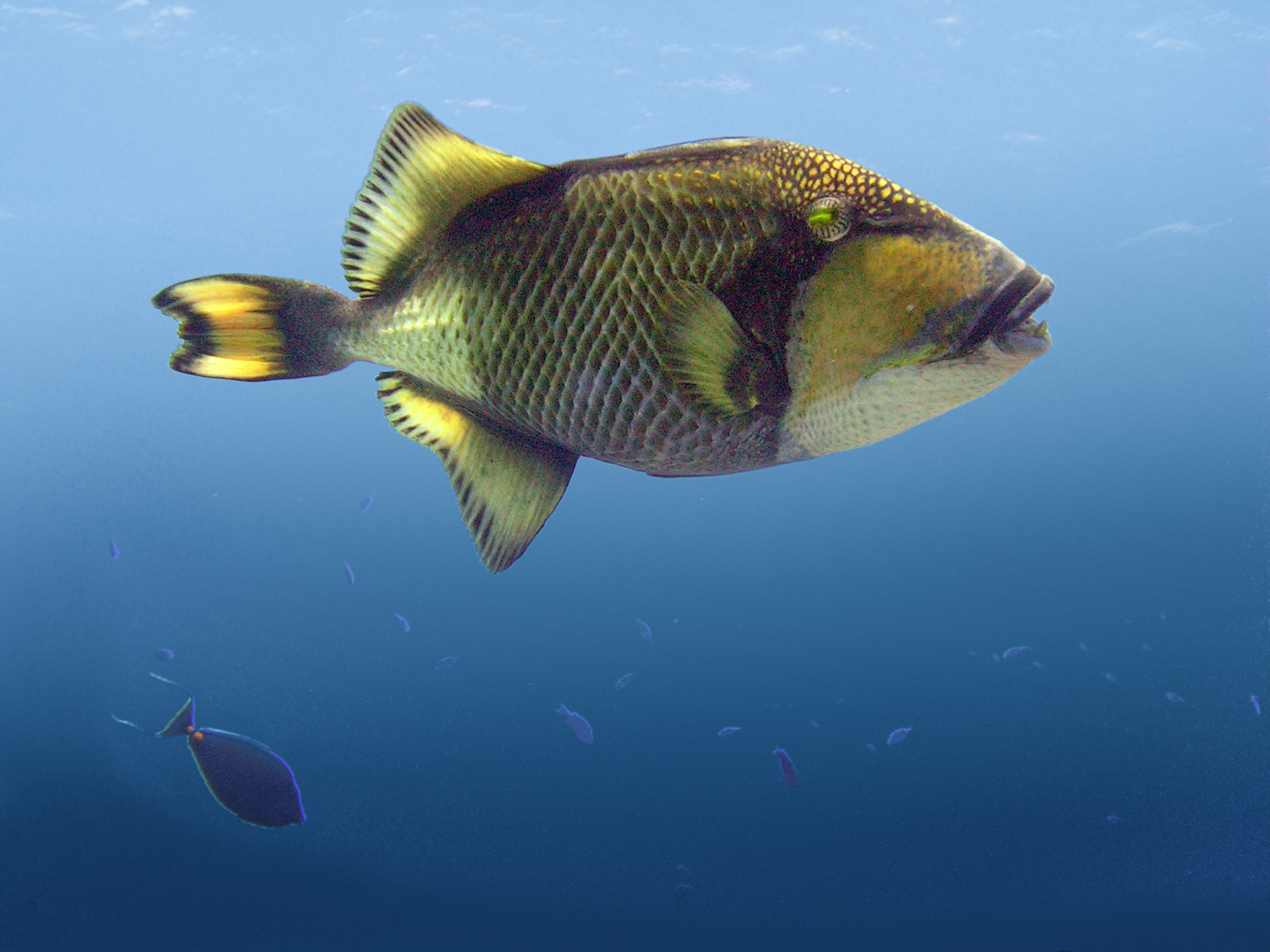
Rangiroa, archipel des Tuamotu, Polynésie française

Il affectionne les récifs  les lagons, les pentes récifales externes et l'intérieur des passes de la surface à 50 m de profondeur. 
Les juvéniles préfèrent les lagons protégés avec de nombreux coraux morts ou éboulis afin de pouvoir facilement se mettre à l'abri.

## Alimentation
Le baliste titan a une alimentation très variée basée sur des organismes benthiques comme les échinodermes (dont l'Acanthaster planci), les pointes de corail, les crustacés, les mollusques, les vers tubicoles. Ce baliste peut également ronger le corail, retourner de gros blocs de corail, et creuser le sable pour trouver sa nourriture.

## Comportement

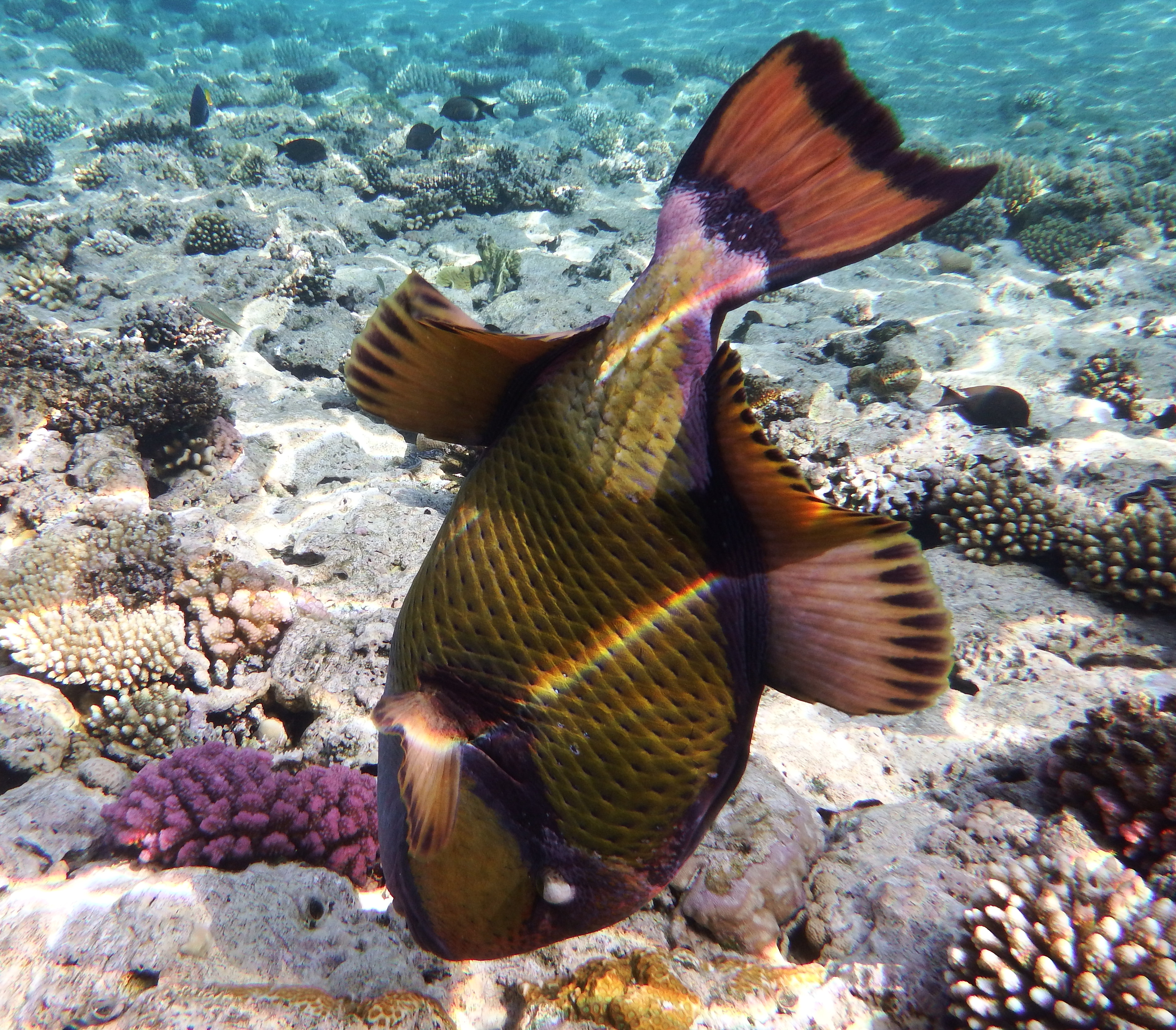
Cette posture verticale est typique de la surveillance du nid : il convient de ne pas s'approcher !

Ce baliste a une activité diurne. Il est solitaire et défend un territoire.
Il se montre extrêmement agressif envers les poissons et tout animal (plongeurs et nageurs inclus) qui traverse sa zone de nidification en période de reproduction lorsque la ponte a été déposée dans un nid en forme de cratère. Il n'hésite alors pas à poursuivre ceux qui le dérangent, même sur de longues distances. Il peut infliger de profondes et très douloureuses morsures aux êtres humains, morsures nécessitant parfois des points de suture. Mieux vaut dans ce cas faire un grand détour !
La première épine de sa nageoire dorsale, lorsqu'elle est dressée, peut servir pour impressionner un adversaire ou pour empêcher un prédateur de le sortir de son refuge.